# Robert Burns Woodward
Robert Burns Woodward (Boston (Massachusetts), 10 april 1917 – Cambridge (Massachusetts), 8 juli 1979) was een Amerikaanse organisch chemicus. Hij droeg veel bij aan de moderne organische chemie en in het bijzonder op het gebied van de synthese en structuurbepaling van complexe natuurlijke producten. Hij werkte nauw samen met Roald Hoffmann aan theoretische studies van chemische reacties. In 1965 ontving Woodward de Nobelprijs voor de Scheikunde.

## Biografie
Woodward werd in Boston, Massachusetts, geboren als zoon van Arthur Chester Woodward (1895-1918) en Margaret Burns. Toen Robert een jaar oud was overleed zijn vader in de Spaanse grieppandemie van 1918. Hij genoot zijn basis- en voortgezet onderwijs in Quincy. Na de High School ging hij in 1933 naar het Massachusetts Institute of Technology (MIT), maar verwaarloosde zijn studie zodanig dat hij eind 1934 van MIT werd weggestuurd. Een jaar later mocht hij, na veel excuses en de belofte om ditmaal harder te werken, terugkeren en hervatte hij zijn studie scheikunde. In 1936 behaalde hij er zijn Bachelor of Science en een jaar later zijn doctoraal.
Vanaf 1937 was hij werkzaam aan de Harvard-universiteit. Gedurende zijn werkzame leven bekleedde hij hier verschillende functies. Eerst als Fellow (1937-41), vervolgens als universitair docent (1941-50), hoogleraar chemie (1950-53), Morris Loeb Professor of Chemistry (1953-60) en ten slotte Donner Professor of Science (1960-79).
Woodward was tweemaal getrouwd. Zijn eerste huwelijk was in 1938 met Irja Pullman, samen kregen ze twee dochters: Siiri Anna (geboren 1939) en Jean Kirsten (geboren 1944). Zijn tweede huwelijk was in 1946 met Eudoxia Muller, hieruit werd dochter Crystal Elisabeth (1947) en zoon Eric Richard Arthur (1953) geboren.

## Begin van zijn carrière
Het eerste belangrijke werk wat Woodwards in het begin van de jaren 1940 schreef ging over de toepassing van UV-spectroscopie om de structuur van in de natuur voorkomende stoffen vast te stellen. Woodward verzamelde een grote hoeveelheid empirische data en stelde vervolgens een aantal regels op die later bekend zouden worden als de regels van Woodward. Deze regels konden worden toegepast bij het bepalen van de structuren van nieuwe natuurlijke substanties alsmede bij niet-natuurlijke gesynthetiseerde moleculen. Dit was verbetering van de zeer langdurige chemische methodes voor structuurbepaling die tot dan aan toe werden gebruikt.
In 1944 publiceerde Woodward samen met William von Doering de synthese van het alkaloïde kinine dat gebruikt wordt bij de behandeling van malaria. De synthese werd in eerste instantie gezien als een doorbraak. Kinine was namelijk een moeilijk te verkrijgen medicijn uit het door de Japanners bezette Zuidoost-Azië. De synthese bleek echter een dusdanig lastig proces dat productie op grote schaal niet mogelijk was. De Duitse chemicus Paul Rabe had een voorloper van kinine, kinotoxine genaamd reeds omgezet in kinine in 1905. Woodward ging een stap verder omdat hij ook kinotoxine synthetiseerde.

## Organische synthese en de Nobelprijs
Tijdens het eind van de jaren 1940 synthetiseerde Woodward vele complexe natuurproducten, zoals: cholesterol en cortison in 1951, lanosterol, strychnine en lyserginezuur in 1954, reserpine in 1956, chlorofyl in 1960, colchicine in 1963 en cefalosporine in 1965. Hierbij maakte hij gebruik van infraroodspectroscopie en NMR. In 1965 ontving Woodward de Nobelprijs voor de Scheikunde voor zijn synthese van complexe organische moleculen.

## Synthese van vitamine B12 en de Woodward-Hoffmann regels
In het begin van de jaren 1960 onderzocht Woodward de synthese van vitamine B12. Dit deed hij samen met Albert Eschenmoser in Zürich en een team van bijna honderd studenten en medewerkers. Deze synthese is in 1973 gepubliceerd en dit was een mijlpaal in de geschiedenis van de organische chemie. Tot op heden is er nog geen andere synthese gevonden voor vitamine B12.
In 1960 stelde Woodward samen met Roald Hoffmann – op basis van observaties die Woodward had waargenomen tijdens de B12-synthese – een aantal regels op voor de bepaling van de stereochemie van de producten van organische reacties. Dit staat bekend als de Woodward-Hoffmann-regels. In 1978 kreeg Woodward de Copley Medal.
1901: Van 't Hoff ·
1902: E. Fischer ·
1903: Arrhenius ·
1904: Ramsay ·
1905: Baeyer ·
1906: Moissan ·
1907: Buchner ·
1908: Rutherford ·
1909: Ostwald ·
1910: Wallach ·
1911: Curie ·
1912: Grignard, Sabatier ·
1913: Werner ·
1914: Richards ·
1915: Willstätter ·
1918: Haber ·
1920: Nernst ·
1921: Soddy ·
1922: Aston ·
1923: Pregl ·
1925: Zsigmondy ·
1926: Svedberg ·
1927: Wieland ·
1928: Windaus ·
1929: Harden, Euler-Chelpin ·
1930: H. Fischer · 
1931: Bosch, Bergius ·
1932: Langmuir ·
1934: Urey ·
1935: F. Joliot-Curie, I. Joliot-Curie ·
1936: Debye ·
1937: Haworth, Karrer ·
1938: Kuhn ·
1939: Butenandt, Ružička ·
1943: Hevesy · 
1944: Hahn ·
1945: Virtanen ·
1946: Sumner, Northrop, Stanley ·
1947: Robinson · 
1948: Tiselius · 
1949: Giauque ·
1950: Diels, Alder ·
1951: McMillan, Seaborg ·
1952: Martin, Synge ·
1953: Staudinger ·
1954: Pauling ·
1955: Vigneaud ·
1956: Hinshelwood, Semjonov ·
1957: Todd ·
1958: Sanger ·
1959: Heyrovský ·
1960: Libby ·
1961: Calvin ·
1962: Perutz, Kendrew ·
1963: Ziegler, Natta ·
1964: Hodgkin ·
1965: Woodward ·
1966: Mulliken ·
1967: Eigen, Norrish, Porter ·
1968: Onsager ·
1969: Barton, Hassel ·
1970: Leloir ·
1971: Herzberg ·
1972: Anfinsen, Moore, Stein · 
1973: E.O. Fischer, Wilkinson · 
1974: Flory ·
1975: Cornforth, Prelog ·
1976: Lipscomb ·
1977: Prigogine · 
1978: Mitchell ·
1979: Brown, Wittig ·
1980: Berg, Gilbert, Sanger ·
1981: Fukui, Hoffmann ·
1982: Klug ·
1983: Taube ·
1984: Merrifield ·
1985: Hauptman, Karle ·
1986: Herschbach, Lee, Polanyi ·
1987: Cram, Lehn, Pedersen ·
1988: Deisenhofer, Huber, Michel ·
1989: Altman, Cech ·
1990: Corey ·
1991: Ernst ·
1992: Marcus ·
1993: Mullis, Smith ·
1994: Olah ·
1995: Crutzen, Molina, Rowland ·
1996: Curl, Kroto, Smalley ·
1997: Boyer, Walker, Skou ·
1998: Kohn, Pople ·
1999: Zewail ·
2000: Heeger, MacDiarmid, Shirakawa ·
2001: Knowles, Noyori, Sharpless ·
2002: Fenn, Tanaka, Wüthrich ·
2003: Agre, MacKinnon ·
2004: Ciechanover, Hershko, Rose ·
2005: Grubbs, Schrock, Chauvin ·
2006: Kornberg ·
2007: Ertl ·
2008: Shimomura, Chalfie, Tsien ·
2009: Steitz, Yonath, Ramakrishnan ·
2010: Heck, Negishi, Suzuki ·
2011: Shechtman ·
2012: Kobilka, Lefkowitz ·
2013: Karplus, Levitt, Warshel ·
2014: Betzig, Hell, Moerner ·
2015: Lindahl, Modrich, Sancar ·
2016: Sauvage, Stoddart, Feringa ·
2017: Dubochet, Frank, Henderson · 
2018: Arnold, Winter, Smith ·   
2019: Goodenough, Whittingham, Yoshino ·
2020: Charpentier, Doudna ·
2021: List, MacMillan ·
2022: Bertozzi, Meldal, Sharpless ·
2023: Bawendi, Brus, Jekimov ·
2024: Baker, Hassabis, Jumper